# Eidfjord (plaats)
Eidfjord is een plaats in de Noorse gemeente Eidfjord, provincie Vestland. Eidfjord telt 591 inwoners (2007) en heeft een oppervlakte van 0,94 km².